# Thomas Anthony White
Thomas Anthony White (Durrow, 12 agosto 1931 – Gowran, 7 maggio 2017) è stato un arcivescovo cattolico irlandese.

## Biografia
Monsignor Thomas Anthony White nacque a Durrow, nella contea di Laois, il 12 agosto 1931 ed era il figlio di William J. White (1883-1965) e di Bridget (nata O'Connor) (1892-1952).

### Formazione e ministero sacerdotale
Dopo gli studi primari alla Cullohill National School di Laois, proseguì gli studi al St. Kieran's College di Kilkenny. Godette di straordinari successi accademici e sportivi e fece quindi parte della squadra collegiale che vinse il campionato di Leinster nel 1949 e nel 1950. Nel 1950 venne scelto per il campionato interprovinciale di Leinster. Compì gli studi per il sacerdozio al St. Kieran's College e successivamente a Roma.
Il 25 febbraio 1956 fu ordinato presbitero per la diocesi di Ossory. Il vescovo Patrick Collier voleva assegnargli la cattedra di diritto canonico al St. Kieran ma nel 1958 scelse di fargli proseguire gli studi alla Pontificia accademia ecclesiastica a Roma, l'istituto che forma i diplomatici della Santa Sede. Nel 1960 entrò nel servizio diplomatico della Santa Sede e venne inviato come segretario nella delegazione apostolica dell'Africa orientale che aveva giurisdizione su un territorio che andava dal Kuwait allo Zambesi e che aveva sede a Nairobi, in Kenya. Lavorò accanto all'arcivescovo Guido Del Mestri. Nei successivi cinque anni spese gran parte del suo tempo per la preparazione delle relazioni diplomatiche con i paesi di recente decolonizzazione: Kenya, Uganda, Tanzania, Zambia, Malawi e Seychelles. Nel 1965 venne trasferito alla nunziatura in Guatemala dove il capo della missione era nunzio anche in El Salvador. Era un momento di grande sconvolgimento politico per l'America centrale e la Chiesa locale era spesso all'avanguardia nella lotta per far ottenere un trattamento più equo verso i poveri campesinos. Nel 1967 venne trasferito in Colombia. Lì dedicò la maggior parte del suo primo anno alla preparazione della visita di papa Paolo VI dell'agosto del 1968 per il congresso eucaristico di Bogotà e per l'assemblea plenaria dei vescovi del Consiglio episcopale latinoamericano a Medellín. Nel 1970 venne inviato nella rappresentanza in Svizzera come consigliere di nunziatura. Nel 1972 venne trasferito nella Segreteria di Stato della Santa Sede.
Nel 1974 ricevette il suo primo incarico di capo missione in quanto venne nominato incaricato d'affari in Cina. La sua nomina coincise con la Rivoluzione culturale.

### Ministero episcopale
Il 27 maggio 1978 papa Paolo VI lo nominò arcivescovo titolare di Sabiona e nunzio apostolico in Ruanda. Ricevette l'ordinazione episcopale il 30 luglio successivo dal cardinale Agnelo Rossi, prefetto della Congregazione per l'evangelizzazione dei popoli, co-consacranti il vescovo di Ferns Donald J. Herlihy e quello di Ossory Peter Birch. Fu il secondo nunzio apostolico irlandese.
Il 1º marzo 1983 papa Giovanni Paolo II lo nominò pro-nunzio apostolico in Etiopia. I sei anni trascorsi lì, di cui tre segnati da una grave carestia, gli cambiarono la vita. Come capo del corpo diplomatico era responsabile del coordinamento dei contributi di molti paesi e delle organizzazioni di beneficenza per contrastare gli effetti della carestia. La lotta infinita per aiutare le persone affamate alla fine lo travolse. Nel 1988 venne infatti colpito da un attacco cardiaco.
Il 14 ottobre 1989 il papa gli assegnò quindi il meno gravoso incarico di pro-nunzio apostolico in Nuova Zelanda e nelle Figi e di delegato apostolico nell'Oceano Pacifico. La delegazione era affetta dai problemi di distanza e di comunicazione in quel vasto territorio che abbracciava praticamente tutti gli stati insulari dell'Oceano Pacifico. Poco dopo il suo arrivo a Wellington presentò le lettere credenziali alla regina Elisabetta II che era lì per i XIV Giochi del Commonwealth e desiderava esercitare le sue prerogative come regina della Nuova Zelanda. Negli anni successivi la Santa Sede strinse relazioni diplomatiche con la maggior parte dei paesi dell'Oceania e monsignor White ne divenne nunzio apostolico.
Il 27 aprile 1996 papa Giovanni Paolo II accettò la sua rinuncia agli incarichi. Dopo il ritiro dal servizio diplomatico prese residenza a Blackrock. Svolse comunque diverse importanti missioni per la Segreteria di Stato della Santa Sede ed ebbe un importante ruolo di collegamento con la Chiesa cattolica siro-malabarese in India. Successivamente si trasferì al St. Kieran's College di Kilkenny per essere più vicino alla sua famiglia.
Morì presso la Gowran Abbey Nursing Home di Gowran, dove si era ritirato negli ultimi tempi, il 7 maggio 2017 all'età di 85 anni. Le esequie si tennero il 10 maggio nella cattedrale di Santa Maria a Kilkenny. È sepolto nel cortile dello stesso edificio.

## Genealogia episcopale e successione apostolica
La genealogia episcopale è:
- Cardinale Scipione Rebiba
- Cardinale Giulio Antonio Santori
- Cardinale Girolamo Bernerio, O.P.
- Arcivescovo Galeazzo Sanvitale
- Cardinale Ludovico Ludovisi
- Cardinale Luigi Caetani
- Cardinale Ulderico Carpegna
- Cardinale Paluzzo Paluzzi Altieri degli Albertoni
- Papa Benedetto XIII
- Papa Benedetto XIV
- Papa Clemente XIII
- Cardinale Bernardino Giraud
- Cardinale Alessandro Mattei
- Cardinale Pietro Francesco Galleffi
- Cardinale Giacomo Filippo Fransoni
- Cardinale Carlo Sacconi
- Cardinale Edward Henry Howard
- Cardinale Mariano Rampolla del Tindaro
- Cardinale Rafael Merry del Val
- Arcivescovo Duarte Leopoldo e Silva
- Arcivescovo Paulo de Tarso Campos
- Cardinale Agnelo Rossi
- Arcivescovo Thomas Anthony White

La successione apostolica è:
- Arcivescovo Thaddée Ntihinyurwa (1982)
- Vescovo Soane Lilo Foliaki, S.M. (1994)